# Vyhrazené parkoviště

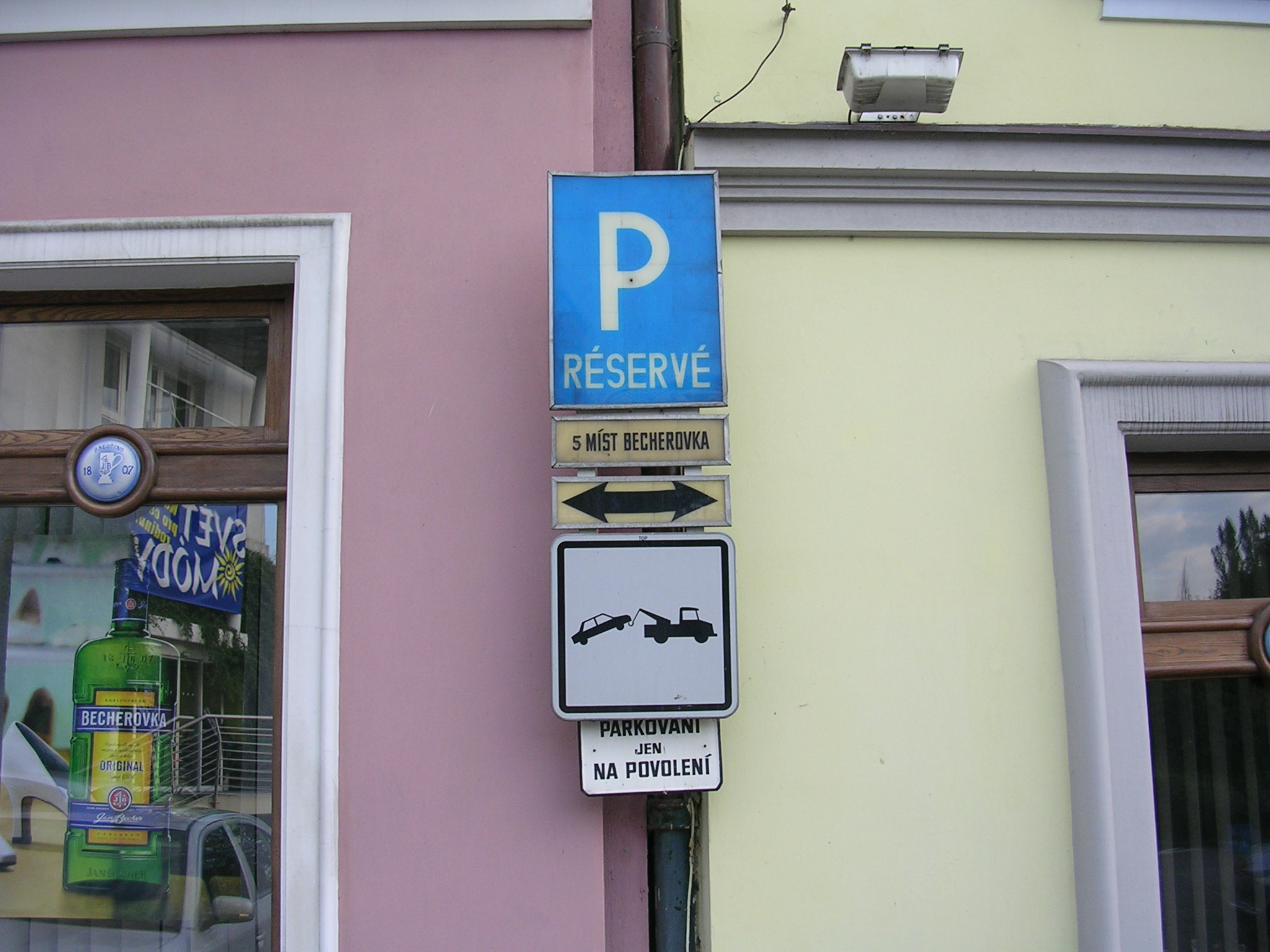
Karlovy Vary, vyhrazené parkoviště Becherovky v ulici T. G. Masaryka

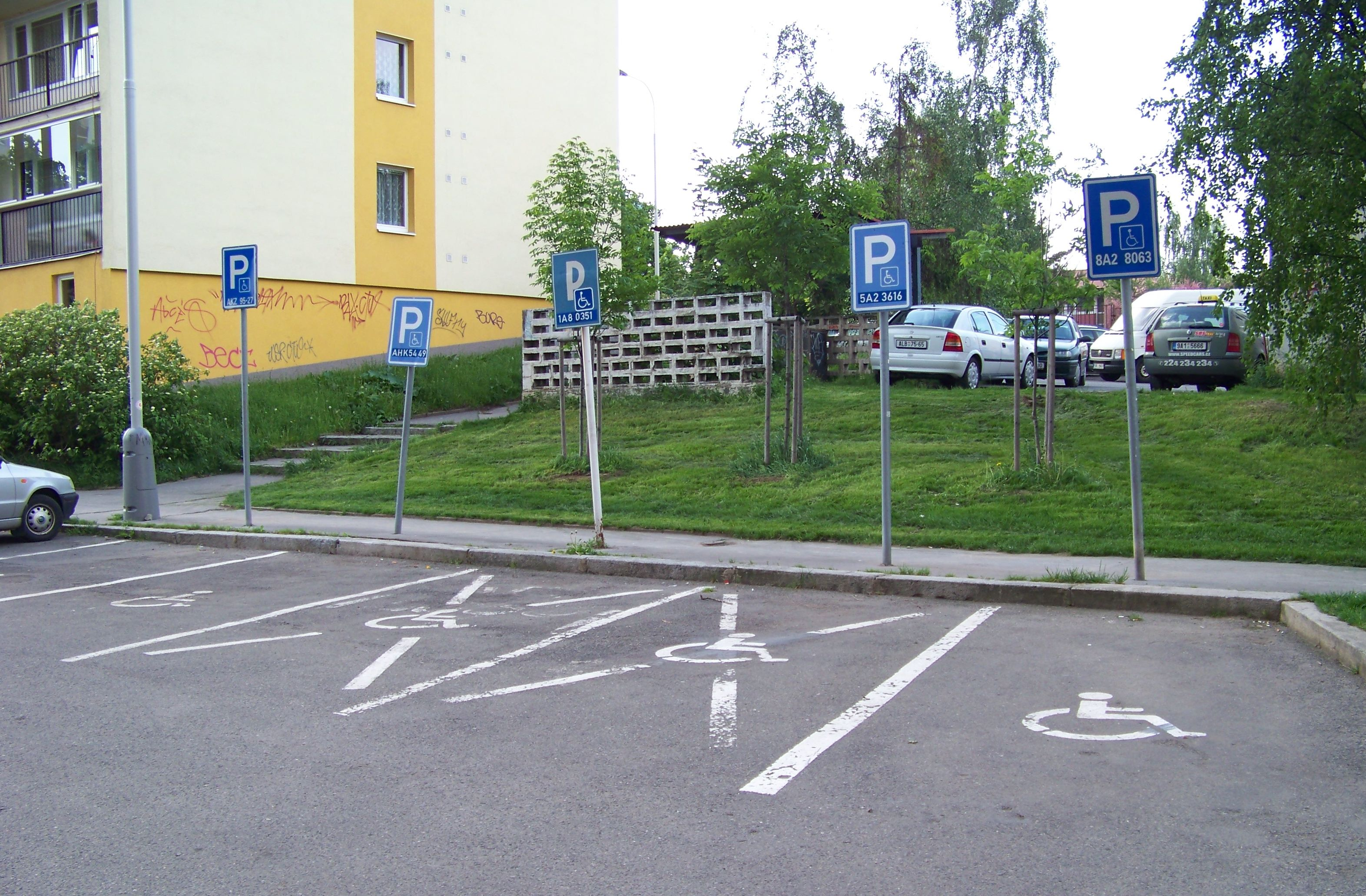
Praha, Jižní Město, vyhrazená místa pro invalidy v ulici V jezírkách

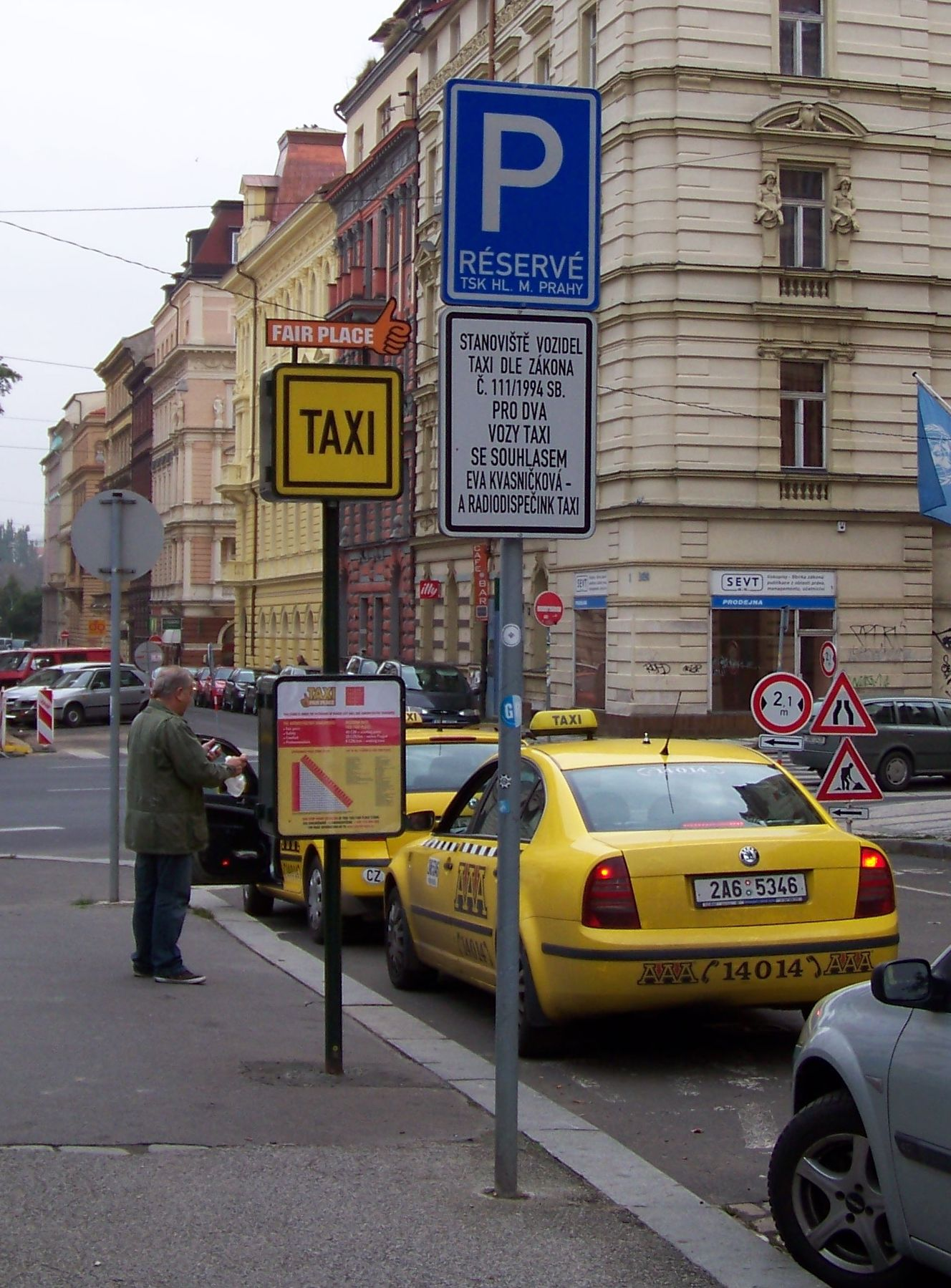
Praha, Smíchov, stanoviště taxislužby značené jako vyhrazené parkoviště

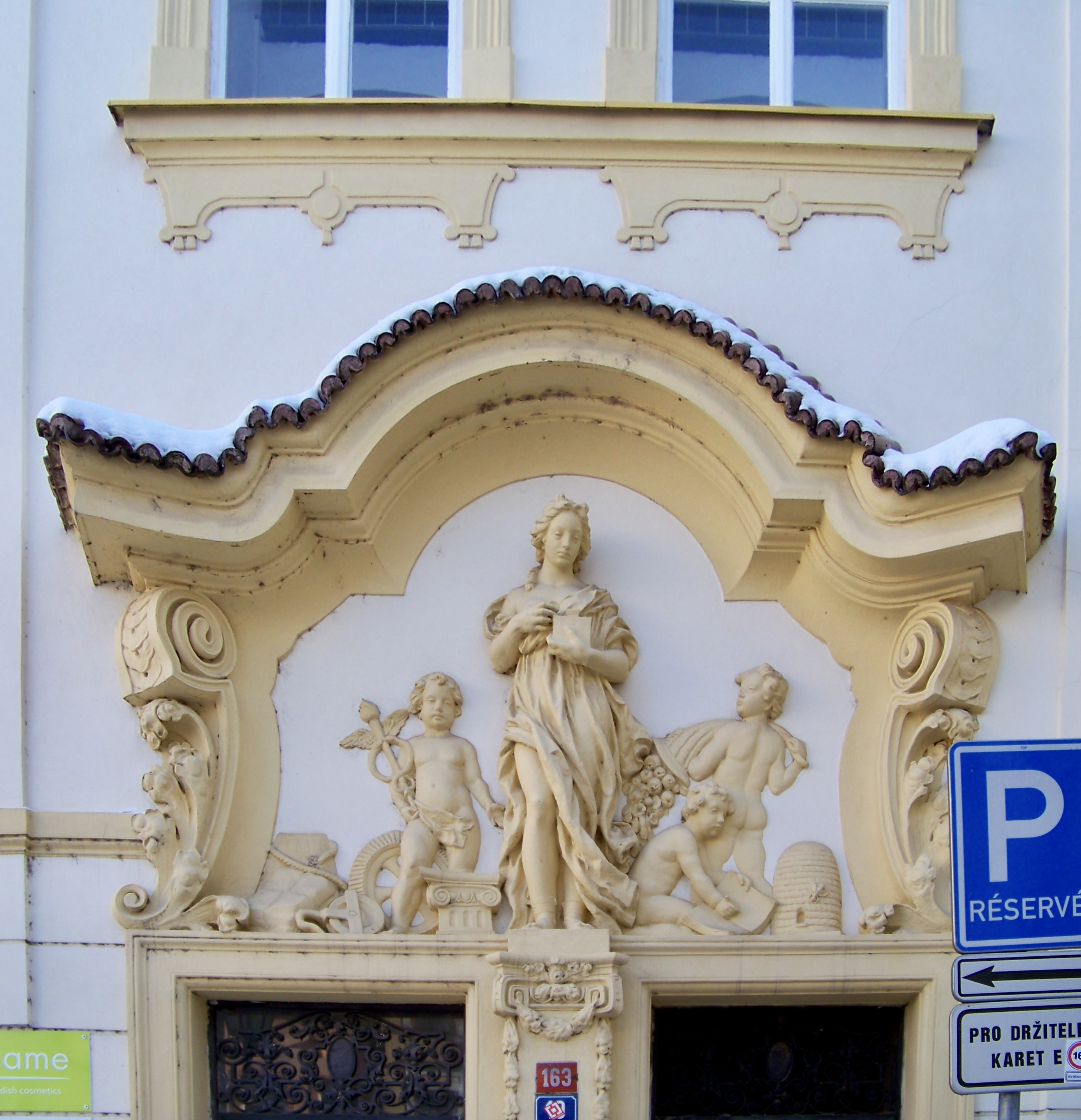
Hradec Králové, zónové vyhrazené parkoviště pro rezidenty

Vyhrazené parkoviště je parkovací stání nebo skupina parkovacích stání, které jsou určeny jen pro vymezený okruh uživatelů. Původně pravidla silničního provozu počítala především s vyhrazováním pro stanoviště taxislužby, později přibyly i jiné způsoby vymezení: například pro určité typy vozidel (BUS), určité účely (zásobování), konkrétní organizace, konkrétní vozidla, vozidla se speciálním označením zdravotně postižených osob, nakonec začala být tato značka používána i pro označení placených parkovacích zón pro rezidenty (místní obyvatele – držitele předplacených karet). V letech 1976–2000 a znovu od července 2006 umožňují česká pravidla silničního provozu za určitých podmínek některá vyhrazená parkoviště po dobu do 3 minut užít k zastavení i stání i řidičům jiných vozidel, než pro které je vyhrazeno.
(V některých právních předpisech, např. v § 2 odst. 2 písm. d) vládního nařízení 152/1992 Sb. se termínem „vyhrazené parkoviště“ pravděpodobně myslí jakékoliv vyznačené parkoviště.)

## Právní úprava a značení v Česku

### Historie pravidel silničního provozu
Pro stanoviště taxislužby byla počínaje 1. listopadem 1939 uváděna v pravidlech silničního provozu samostatná dopravní značka. V protektorátním vládním nařízení č. 242/1939 Sb. byla jako obrázek 31 uvedena obdélníková značka Stanoviště automobilových drožek (taxi), která byla tvořena kruhovým symbolem značky č. 23 (Zákaz parkování) doplněným o text „Autotaxi“ a počet vozidel taxi.
Ve vyhlášce ministerstva vnitra ČSSR č. 141/1960 Sb. byla obsažena značka 52c „Parkoviště vyhrazené pro autodrožky“, na níž pod čtvercovým modrobílým symbolem parkoviště P bylo číslo (počet vozidel) se slovem „taxi“. V § 17, upravujícím zastavení a stání, není ještě o vyhrazeném parkovišti žádná zmínka.
Ve vyhlášce 80/1966 Sb. zmizelo vyobrazení speciální varianty svislé značky parkoviště pro taxi, objevila se však speciální vodorovná dopravní značka 10d „Parkoviště vyhrazené pro autodrožky“, která se od vodorovné značky běžného parkoviště lišila jednak křížem, jednak nápisem TAXI. V § 18 odst. 5 písm. i) však již byl uveden zákaz zastavení a stání „na vyhrazeném parkovišti“, aniž by tento termín byl speciálně definován a spojen se specifickou dopravní značkou.
Vyhláška 100/1975 Sb. nahradila jednu univerzální čtvercovou podobu značky parkoviště celou řadou speciálních obdélníkových značek, mezi nimiž se také poprvé objevila značka vyhrazeného parkoviště s nápisem „RÉSERVÉ“ (D 11b) a do pravidel se v nové podobě vrátila značka D 11c „Parkoviště vozidel taxislužby“. Textová část přílohy vyhlášky k značce D 11b uvádí, že pod značkou je umístěna dodatková tabulka s názvem organizace nebo s jiným údajem, ze kterého je patrno, pro koho je parkoviště vyhrazeno, a případně s uvedením doby, po kterou je vyhrazené parkoviště povoleno. Ke značce D 11c příloha uváděla, že se užívá s vhodným nápisem i v jiných případech vyhrazených parkovišť (například s nápisem SANITA pro vozidla záchranné služby), případně že na značce může být uvedena státní poznávací značka vozidla nebo symbol osob tělesně postižených. Na značce mohl být vyznačen i způsob stání. Vodorovná značka „Vyhrazené parkoviště“ dostala označení V 10d. Výkladová část přílohy uváděla, že značka „Vyhrazené parkoviště“ vyhrazuje prostor pro druh vozidel vyznačený nápisem na značce, popřípadě je užit jiný vhodný nápis (např. „SANITA“) nebo jen písmeno R. V textu vyhlášky o pravidlech silničního provozu se v § 20 odst. 1 písm. l) objevilo ustanovení, že na vyhrazeném parkovišti je v době vyznačené na značce zakázáno zastavení a stání, nejde-li o řidiče vozidel, pro která je parkoviště vyhrazeno, avšak to neplatilo, pokud šlo o zastavení či stání, které nepřekročilo dobu 3 minut a které neohrozilo ani neomezilo jiné účastníky silničního provozu, popřípadě neomezilo řidiče, pro něž je parkoviště vyhrazeno. Výkladová část přílohy však u komentáře k vodorovné dopravní značce speciálně zmiňovala značku s nápisem „ZÁSOB“, při jejímž použití nesmí jiná vozidla než vozidla zásobování na místě zastavit a stát vůbec, tedy ani na dobu do 3 minut. Rovněž komentář k vodorovné značce V 10d uvádí, že lze použít svislou dopravní značku B 28 Zákaz zastavení s dodatkovou tabulkou, která některá vozidla ze zákazu vyjímá.
Vyhláška 99/1989 Sb. z obrazové části opět odstranila samostatnou variantu značky pro taxislužbu, značka vyhrazeného parkoviště s nápisem „RÉSERVÉ“ dostala nové označení D 12, přičemž údaje, pro koho je parkoviště vyhrazeno, popřípadě po jakou dobu, mohly být uvedeny textem nebo symbolem buď na dodatkové tabulce pod značkou, nebo přímo na značce místo nápisu „RÉSERVÉ“. Vodorovná značka vyhrazeného parkoviště dostala označení V 10d, přičemž jako příklad bylo uvedeno vyobrazení této značky s nápisem TAXI; značka měla obsahovat vhodný nápis nebo jen písmeno „R“. V § 25 odst. 1 písm. l) zůstala úprava stejná jako v § 20 předchozí vyhlášky, tj. stání a zastavení do 3 minut bylo dovoleno i řidičům jiných vozidel, než pro které je parkoviště vyhrazeno, i s doplňujícími podmínkami (z přílohy však zmizela speciální úprava pro zásobování).

### Aktuální úprava pravidlel silničního provozu
Zákon 361/2000 Sb. do § 27 odst. 1 písm. o) zapracoval zákaz zastavení a stání na vyhrazeném parkovišti, avšak již bez dřívější tříminutové výjimky. V § 67 odst. 4 (později přečíslovaném na odst. 7) zákona se objevilo ustanovení, že na vyhrazené parkoviště pro vozidlo označené znakem O 1 je vozidlům bez označení O 1 vjezd zakázán. Podle § 21 odst. 4 vyhlášky 30/2001 Sb. nesmí na ploše označené touto vodorovnou dopravní značkou zastavit ani stát žádné jiné vozidlo než vozidlo s označením O 1.
Velkou novelou č. 411/2005 Sb. se do zákona s účinností od 1. července 2006 opět vrátilo povolené zastavení a stání na vyhrazeném parkovišti na dobu do 3 minut. Toutéž novelizací byl do § 27 přidán odst. 5, který stanoví, že o odstranění vozidla, které neoprávněně stojí na vyhrazeném parkovišti, rozhodne policista nebo strážník obecní policie (toto právo policistů zmiňuje i § 124), a zároveň bylo přidáno ustanovení, které dozor nad užíváním vyhrazeného parkoviště pro tělesně postižené ukládá silničnímu správnímu orgánu.
Na svislé dopravní značce vyhrazeného parkoviště IP 12 se podle § 12 odst. 1 písm. m) vyhlášky č. 30/2001 Sb. vyznačují údaje o tom, pro koho je parkoviště vyhrazeno, například název organizace, státní poznávací značka, symbol označení č. O 1 (osoba těžce postižená na zdraví), nápis „TAXI“, „BUS“ a popřípadě v jaké době, buď na dodatkové tabulce, nebo přímo na značce místo nápisu „RÉSERVÉ“. Pokud je uvedeno časové omezení, tak mimo vyznačenou dobu se místo považuje za nevyhrazené parkoviště, na němž mohou zastavit a stát i řidiči jiných vozidel, pokud to není zakázáno jinak. Na značce může být vyznačen i stanovený způsob stání, a to obdobně jako na značkách IP 11b až IP 11g. Svislá dopravní značka vyhrazeného (i jiného) parkoviště ukončuje platnost svislých dopravních značek zákazu stání a zákazu zastavení (B 28 a B 29).
Svislá dopravní značka vyhrazeného parkoviště IP 12 může být doplněna i vodorovnou dopravní značkou V 10e. Ve značce V 10e lze vhodným nápisem, například „TAXI“, vyznačit, pro koho je parkoviště vyhrazeno. Vyhláška č. 30/2001 Sb. však nepodmiňuje použití vodorovné dopravní značky umístěním svislé značky ani naopak: je tedy možno platně použít i každou z nich samostatně.
Od července 2006 však byly zpřísněny požadavky na značení vyhrazených parkovišť pro invalidy. Pokud na svislé značce je uveden symbol osoby postižené na zdraví, pak musí být vždy doplněna vodorovnou dopravní značkou V 10f, a naopak, vodorovná dopravní značka V 10f musí být vždy doplněna svislou značkou IP 12 se symbolem postižené osoby.

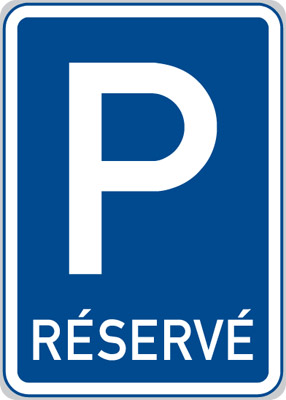
IP 12 Vyhrazené parkoviště. Nápis na značce může být nahrazen jiným nápisem nebo symbolem nebo může být určení parkoviště uvedeno na dodatkové tabulce.
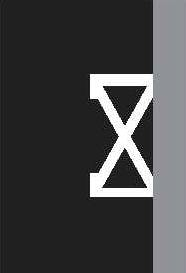
V 10e Vyhrazené parkoviště. Ve značce lze vhodným nápisem vyznačit, pro koho je parkoviště vyhrazeno.
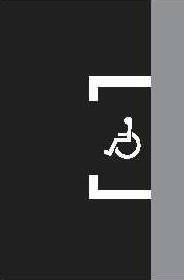
V 10f Vyhrazené parkoviště pro vozidlo přepravující osobu těžce postiženou nebo osobu těžce pohybově postiženou. Tato speciální značka byla zavedena od 31. ledna 2001. Je-li použita starší verze značky (shodná se značkou V 10e) nebo chybí-li odpovídající svislá dopravní značka, mohou být speciální právní důsledky značky zpochybněny
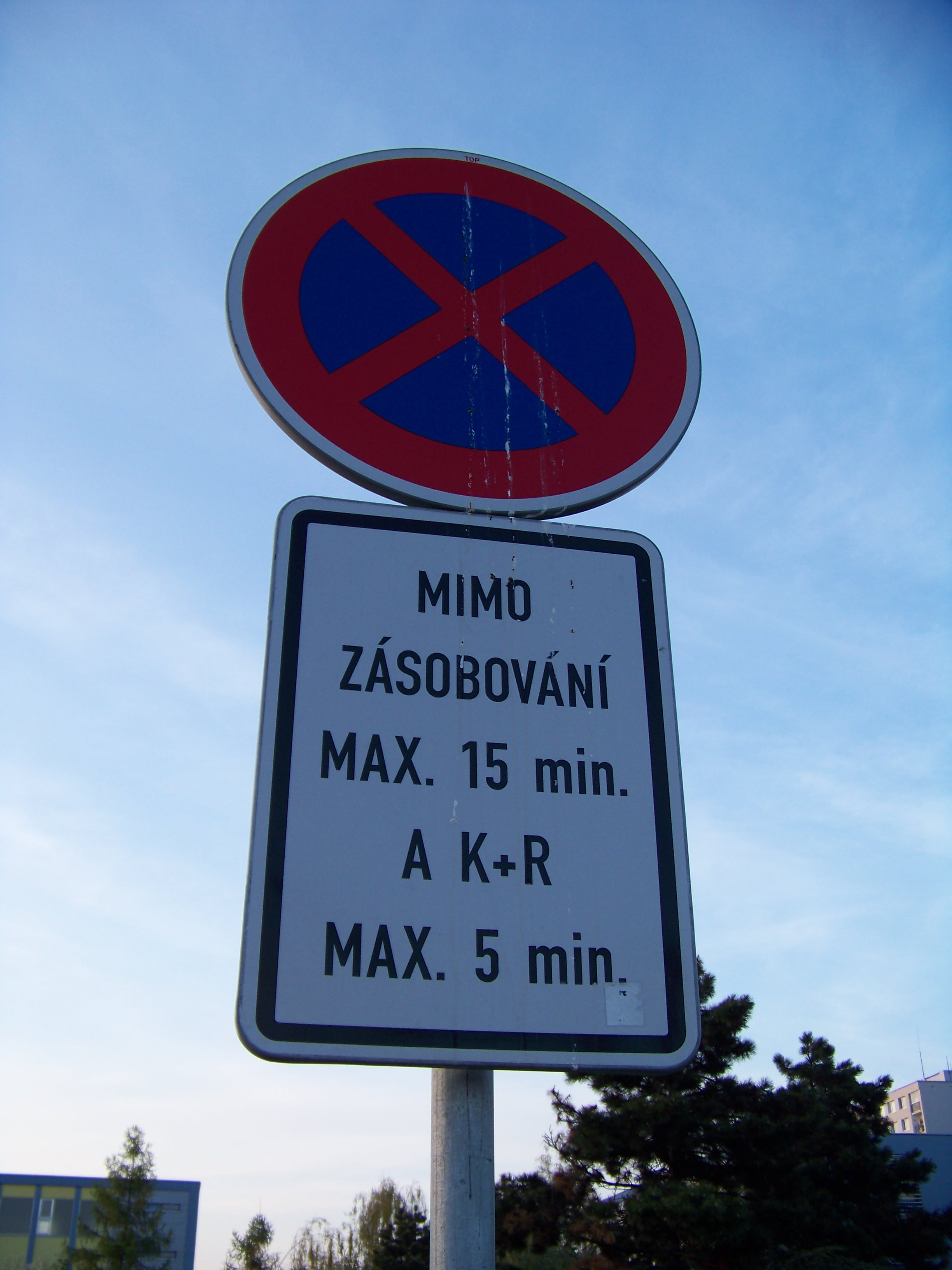
Alternativní způsob vyznačení, na který se nevztahují ustanovení o vyhrazeném parkovišti

### Úprava zákonem o pozemních komunikacích
§ 25 odst. 6 písm. c) bod 4 zákona č. 13/1997 Sb., o pozemních komunikacích (před novelou zákonem č. 102/2000 Sb. byl tento bod zařazen jako § 25 odst. 4 písm. c) bod 4), definuje, že užití dálnice, silnice, místní komunikace nebo silničního pomocného pozemku pro zřizování vyhrazeného parkování je zvláštním užíváním dálnice, silnice nebo místní komunikace. Jako takové nespadá pod institut bezplatného obecného užívání pozemních komunikací. Zvláštní užívání je možné jen na základě povolení příslušného silničního správního úřadu, vydaného s předchozím souhlasem vlastníka pozemní komunikace, v některých případech vyžaduje v případě silnic a místních komunikací zákon též souhlas příslušného orgánu Policie České republiky. Rozhodnutí se vydává na dobu určitou a úřad v něm stanoví podmínky zvláštního užívání. V případě porušování podmínek může být povolení odňato.
Samotné dopravní značení je ze zákona součástí pozemní komunikace, jejímž vlastníkem je v případě místní komunikace ze zákona obec a v případě silnic nižších tříd kraj, v případě účelové komunikace jakýkoliv typ vlastníka. Značky by tedy vždy měly být majetkem vlastníka pozemní komunikace, bez ohledu na to, v čí prospěch je parkoviště vyhrazeno, a pouze vlastník pozemní komunikace je oprávněn je zřizovat, udržovat nebo odstraňovat, a to v souladu s tím, jak je stanovena místní úprava provozu.
Zvláštním užíváním podle zákona je zřizování vyhrazeného parkování (t. j. činnost, kterou provádí vlastník nebo správce komunikace), nikoliv užívání již zřízeného parkoviště řidičem. Fakticky však za žadatele o zvláštní užívání komunikace zpravidla bývá považován ten, kdo vyhrazené parkoviště hodlá svým vozidlem nebo svými vozidly užívat.
§ 23 zákona č. 13/1997 Sb. v aktuálním znění umožňuje obci, aby nařízením (t. j. v přenesené působnosti) pro účely organizování dopravy vymezila oblasti obce, ve kterých lze místní komunikace nebo jejich určené úseky vyznačené příslušnými dopravními značkami užít (za podmínky dodržení bezpečnosti a plynulosti provozu a veřejných zájmů) za cenu sjednanou v souladu se zákonem o cenách (přičemž nařízení stanoví způsob placení a způsob prokazování zaplacení):
- a) k stání silničního motorového vozidla v obci na dobu časově omezenou, nejvýše však na dobu 24 hodin,
- b) k odstavení nákladního vozidla nebo jízdní soupravy v obci na dobu potřebnou k zajištění celního odbavení,
- c) k stání silničního motorového vozidla provozovaného právnickou nebo fyzickou osobou, která má sídlo nebo provozovnu ve vymezené oblasti obce, za účelem podnikání, nebo k stání silničního motorového vozidla fyzické osoby, která má místo trvalého pobytu nebo je vlastníkem nemovitosti ve vymezené oblasti obce,

### Úprava zákonem o místních poplatcích
Zákon ČNR č. 565/1990 Sb., o místních poplatcích, v platném znění, v § 4 odst. 1 jmenuje „vyhrazení trvalého parkovacího místa“ mezi případy zvláštního užívání veřejného prostranství, za něž se vybírá poplatek za užívání veřejného prostranství. Podle odstavce 2 poplatek za užívání veřejného prostranství platí fyzické i právnické osoby, které užívají veřejné prostranství způsobem uvedeným v odstavci 1. Třetí odstavec zprošťuje poplatku za užívání veřejného prostranství spočívajícího ve vyhrazení trvalého parkovacího místa osoby zdravotně postižené. Odstavec 4 stanoví horní hranici poplatku pro případy, mezi něž spadá i zřízení vyhrazeného parkoviště, na 10,-Kč za každý i započatý m² užívaného veřejného prostranství a každý i započatý den, přičemž obcím dává zákon možnost stanovit poplatek týdenní, měsíční nebo roční paušální částkou.

### Úprava přestupkovým zákonem
Novelizační zákon č. 411/2005 Sb. přinesl zároveň i zpřísnění přestupkového zákona. Zatímco bodový systém zneužití vyhrazeného parkoviště vůbec nepostihl a nepostihuje, do přestupkového zákona (200/1990 Sb.) se do § 22 odst. 1 písm. f) dostal bod 11, který tomu, kdo při řízení vozidla neoprávněně zastaví nebo stojí s vozidlem na parkovišti vyhrazeném pro vozidlo označené označením O 1 nebo neoprávněně použije označení vozidla O 1 při stání nebo při jízdě, přiřazuje pokutu od 5 000 Kč do 10 000 Kč a zákaz činnosti od šesti měsíců do jednoho roku. I za chvilkové zastavení na prázdném stání pro invalidy v době, kdy nikoho neomezilo, tedy musela být uložena pokuta nejméně 5000 Kč a musel být udělen zákaz řízení motorových vozidel nejméně na půl roku. Novelizační zákon č. 215/2007 Sb. s účinností od 22. srpna 2007 upravil ustanovení § 22 odst. 6 tak, že zákaz činnosti byl vypuštěn a pokuta zůstala v původní výši. Podle některých výkladů takovýto přestupek nelze řešit v blokovém řízení, podle některých výkladů lze v blokovém řízení uložit pokutu do 1000 Kč podle § 13 odst. 2.
Neoprávněné zastavení nebo stání na vyhrazeném parkovišti v ostatních případech spadá pod § 22 odst. 1 písm. l) („jiným jednáním, než které je uvedeno pod písmeny a) až k), poruší zvláštní právní předpis“ s nejmírnější ze sazebníku pokut, tj. v rozmezí 1500 až 2500 Kč, přičemž v blokovém řízení lze uložit pokutu do 2000 Kč nebo od ní při rozhodování o přestupku zcela upustit. Podle § 86 přestupkového zákona může přestupek v blokovém řízení projednávat jak orgán Policie ČR, tak obecní policie.

### Praxe obcí
Města často upravují podmínky pro zřizování vyhrazených parkovišť obecními vyhláškami. Například Zastupitelstvo města Plzně vydalo v roce 1994 Parkovací řád, podle které si fyzické a právnické osoby mohou vyhrazené parkoviště za úplatu pronajmout od zřizovatele. Onou „úplatu za pronájem“ se však v textu vyhlášky ukazuje být místní poplatek za zvláštní užívání veřejného prostranství, nikoliv nájemné. Navíc vyhláška po žadateli o zřízení místa vyžaduje, aby uhradil náklady za zřízení dopravního značení.
V Praze se za vyhrazená parkoviště považují tzv. modré parkovací zóny pro držitele parkovacích karet. Městská policie provádí kontrolu oprávněnosti parkování zadáním registrační značky vozidla do komunikačního zařízení, které ji porovná s databází klientů – plátců poplatku.
V městské části Praha 1 lze vyhradit parkovací místo pro individuálního žadatele pouze pro vozidla zahraničních zastupitelských úřadů na základě reciprocity nebo pro zdravotně postiženou osobu.
V Oseku u Duchcova rada města přijala usnesení s názvem „Pravidla pro udělování souhlasu při zřizování vyhrazeného parkování na místních komunikacích, které jsou ve vlastnictví města“, podle něhož souhlas města jako vlastníka komunikace se zřízením vyhrazeného parkoviště může být vydán pouze takovému držiteli průkazu ZTP, který je zároveň řidičem a trpí postižením dolních končetin. Veřejný ochránce práv konstatoval, že ani on, ani úředník vykonávající na městském úřadě státní správy nemůže rozhodnutí orgánu městské samosprávy zvrátit, a zákon tak umožňuje pod rouškou vlastnických práv ke komunikaci cokoliv, od skutečně věcných důvodů, přes diskriminaci až po svévoli politiků.